# Gabriel Gottfried Bredow
Gabriel Gottfried Bredow (født 14. december 1773 i Berlin, død 5. september 1814 i Breslau) var en tysk historiker.
Bredow blev 1804 professor i historie i Helmstedt, 1809 i Frankfurt an der Oder og 1811 i Breslau. Hans mest bekendte arbejder er skolebøgerne Umständliche Erzählungen der merkwürdigsten Begebenheiten aus der allgemeinen Weltgeschichte (1810, 15. udgave 1866) og Merkwürdige Begebenheiten aus der allgemeinen Weltgeschichte (1810; 37. udgave 1880).